# Terézia Sarolta szász–hildburghauseni hercegnő
Szász–Hildburghauseni Terézia Sarolta (teljes nevén Terézia Sarolta Lujza Friderika Amália, németül: Prinzessin Therese Charlotte von Sachsen-Hildburghausen; Seidingstadt, Szász–Hildburghausen Hercegség, 1792. július 8. – München, Bajor Királyság, 1854. október 26.), a Wettin-ház ernői ágából származó szász–hildburghauseni hercegnő, Frigyes szász–altenburgi herceg és Sarolta Georgina mecklenburg–strelitzi hercegnő hatodik gyermeke, aki Lajos trónörökös herceggel kötött házassága révén bajor koronahercegné 1810-től, majd férje koronázását követően a Bajor Királyság királynéja 1825-től hitvese 1848-as haláláig. Evangélikus hitét haláláig megtartotta a szigorúan római katolikus bajor udvarban. Intelligensen gondolkodó asszony, férjének és fiainak megbízható politikai támasza és tanácsadója volt, gyermeke között olyan magas rangú személyek vannak, mint II. Miksa bajor király, I. Ottó görög király, Luitpold bajor régens és Adelgunda Auguszta modenai hercegné is.

## Élete

### Származása, családja
Terézia Sarolta 1792-ben született a Szász-Hildburghauseni Hercegség (Herzogtum Sachsen-Hildburghausen) területén, a hercegi család nyári rezidenciáján, a dél-türingiai Seidingstadt vadászkastélyában  (Jagdschloss Landséjour).
Édesapja Friedrich von Sachsen-Hildburghausen herceg (1763−1834) volt, 1787–1826 között a Szász-Hildburghauseni Hercegség, 1826-tól a Szász-Altenburgi Hercegség tényleges uralkodója, III. Ernst Friedrich Carl von Sachsen-Hildburghausen herceg (1727–1780) és Ernestine von Sachsen-Weimar-Eisenach hercegnő (1740–1786) egyetlen fia, V. Frigyes dán király keresztfia.
Édesanyja Charlotte Georgine Luise von Mecklenburg-Strelitz hercegnő (1769−1818) volt, II. Karl zu Mecklenburg-Strelitz herceg (1815-től nagyherceg, 1741–1816)  és Friederike Caroline Luise von Hessen-Darmstadt hercegnő (1752–1782) leánya.
Szüleinek házassága boldogtalan volt, ennek ellenére 12 gyermekük született, köztük hatodikként Terézia) hercegnő:
- Friedrich herceg (1786–1786), csecsemőkorban meghalt.
- Charlotte hercegnő (1787–1847), aki 1805-ben Paul Friedrich von Württemberg herceghez (1785–1852) ment feleségül, az ő unokájuk lett II. Vilmos württembergi király.
- Auguste (1788–1788), csecsemőkorban meghalt.
- Joseph herceg (1789–1868), 1834-től 1848-ig apja utódaként Szász-Altenburg uralkodó hercege, aki 1817-ben Amalie von Württemberg hercegnőt (1799–1848) vette feleségül.
- Friederike hercegnő (1791–1791), csecsemőkorban meghalt.
- Terézia Sarolta (Therese Charlotte) hercegnő (1792–1854), 1810-től Lajos bajor trónörökös felesége, 1825-től királyné.
- Luise hercegnő (1794–1825), aki 1813-ban Wilhelm von Nassau-Weilburg herceghez (1792–1839) ment feleségül, férje 1806-tól I. Vilmos néven a Nassaui Hercegség uralkodója lett.
- Franz herceg (1795–1800), kisgyermekként meghalt.
- Georg herceg (1796–1853), 1848-tól 1853-ig bátyjának utódaként Szász-Altenburg uralkodó hercege, aki 1825-ben Maria von Mecklenburg-Schwerin hercegnőt (1803–1862) vette feleségül.
- Friedrich herceg (1801–1870), nem nősült meg.
- Maximilian (1803–1803), csecsemőként meghalt.
- Eduard herceg (1804–1852), bajor királyi altábornagy, az első schleswig-holsteini háború (1848–1851) hadvezére, aki 1835-ben Amalie von Hohenzollern-Sigmaringen hercegnőt (1815–1841), majd 1842-ben Luise Reuß zu Greiz hercegnőt (1822–1875) vette feleségül.

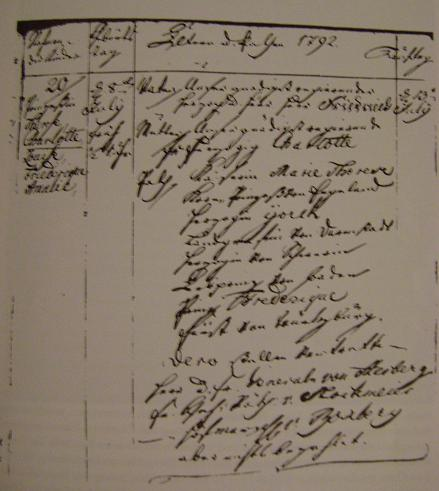
Anyakönyvi bejegyzés Terézia hercegnő születéséről

1792. július 13-án keresztelték. A Terézia nevet az 1780-ban elhunyt Mária Terézia császárné iránti tiszteletből kapta, mivel ebben az időben a hildburghauseni hercegi család jó kapcsolatokat ápolt a bécsi udvarral. A jó viszonyt még Joseph Friedrich von Sachsen-Hildburghausen herceg alapozta meg, Mária Terézia császárné közeli barátja, aki haláláig, 1787-ig a hercegség régense, és Terézia kiskorú apjának, Friedrich hercegnek gyámja volt.
Terézia Sarolta hercegnő – édesanyja révén – unokahúga volt Luise von Mecklenburg-Strelitz hercegnőnek, III. Frigyes Vilmos porosz király feleségének és Friederike von Mecklenburg-Strelitz hercegnőnek, I. Ernő Ágost hannoveri király feleségének. Két unokafivére utóbb egymást követte Poroszország királyi trónján (IV. Frigyes és I. Vilmos, a későbbi német császár). Ugyancsak unokatestvére volt V. György hannoveri királynak (1819–1878) és Sarolta porosz királyi hercegnőnek (1798–1860) is, aki 1817-ben Alekszandra Fjodorovna néven I. Miklós cár felesége és 1825-től Oroszország cárnéja lett.
Családja a Wettin-ház Ernő-ágából származó Szász-Hildburghausen hercegi mellékághoz tartozott. A hercegi lakóhely 1684-ig Heldburg várában volt, ekkor Hildburghausenbe helyezték át. A hercegség 1769-ben pénzügyi csődbe jutott, kormányzását császári adósságkezelő bizottság (Debitkommission) vette át, ez 1806-ig irányította pénzügyeit.

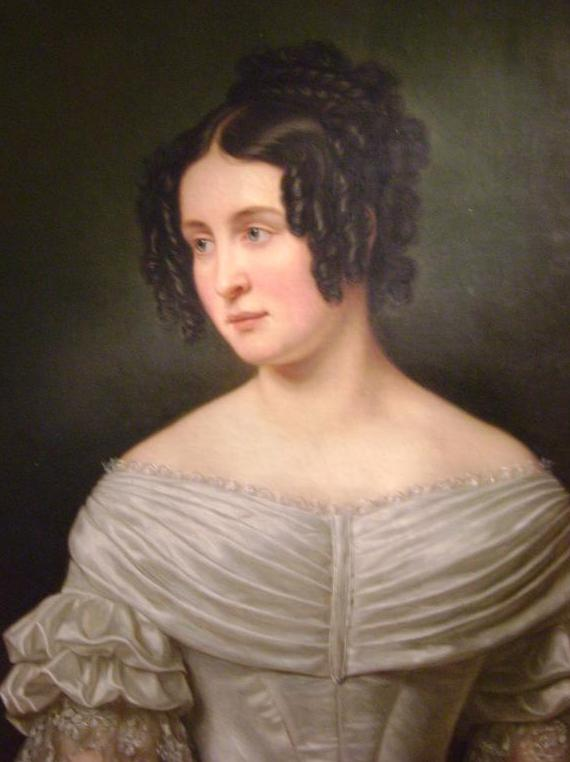
Terézia hercegnő portréja, 1810. (Joseph Karl Stieler nyomán)

### Ifjúsága

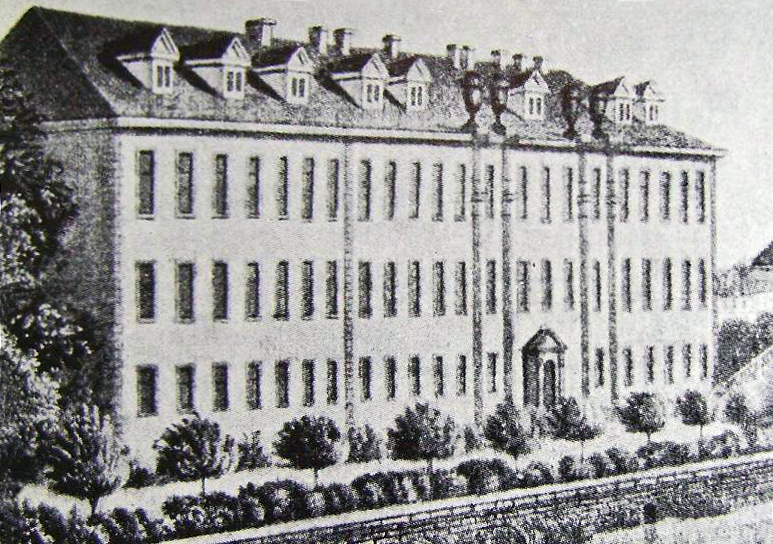
A hildburghauseni kastély

Testvéreivel együtt a hildburghauseni hercegi kastélyban nevelkedett. Apjának, Friedrich hercegnek civillistáját a császári vagyonkezelők erősen leszorították, a család (rangjához képest) szerény életvitelre kényszerült. Megtörtént, hogy az udvari bált idő előtt be kellett rekeszteni, mert leégett gyertyákat nem volt mivel pótolni. Amikor Terézia nagynénje, Luise hercegnő férjével, III. Frigyes Vilmos porosz királlyal együtt 1803-ban meglátogatta a családot Hildburghausenben, a viszonyokat látva nagyobb pénzösszeget utaltatott a vagyonkezelőnek útjavításra és a kastély bútorainak felújítására.
Terézia anyja, Charlotte hercegné mégis pezsgő szellemi életet tartott fenn. Zenészeket, festőket, költőket hívott a kastélyba, Jean Paul Richter írót, akit 1799-ben „kultúrattasévá” (Legationsrat) nevezett ki. Charlotte nővére, Luise porosz királyné is itt, Hildburghausenben ismerkedett meg az íróval, aki 1800-ban Charlotte egyik udvarhölgyét, Karoline von Feuchterslebent, Friedrich herceg főszárnysegédjének leányát vette feleségül. Hildburghausent ebben az időben „Kis-Weimar”-nak becézték.
Terézia hercegnőt evangélikus hitben nevelték. Liberális szellemű, gondos oktatást kapott, klasszikus német irodalmat, francia nyelvet tanult. Carl August Keßler udvari festőtől tanult festészetet. Zongoratanára Johann Peter Heuschkel udvari kamarazenész volt, aki Carl Maria von Webert is oktatta.

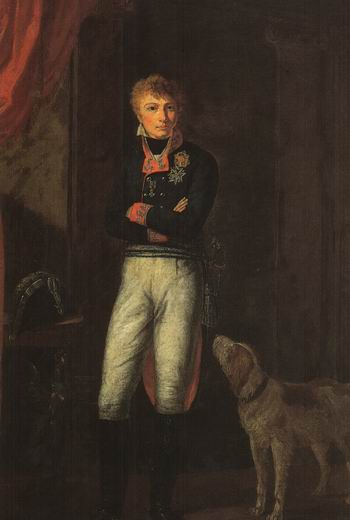
Lajos bajor koronaherceg

### Házasságának előkészületei
A hercegnőt szülei eredetileg nagybátyjához, György mecklenburg-srelitzi nagyherceghez (1779–1860) tervezték férjhez adni. 1809-ben Terézia felkerült arra a listára is, amelyet Napóleon, a „friss császár” állíttatott össze ősi európai uralkodóházak hercegeiről és hercegnőiről, akikkel saját családtagjait tervezte összeházasítani.
I. Miksa bajor király legidősebb leányát, Auguszta Amália hercegnőt Napóleon 1806-ban saját fogadott fiához, Eugène de Beauharnais marsallhoz adta feleségül. Auguszta Amália bátyja, Lajos bajor trónörökös herceg, megelőzendő egy hasonló, Párizsból rákényszerített kiházasítást, sürgősen nősülni óhajtott. Apja, Miksa király a hildburghauseni szász hercegnőt ajánlotta figyelmébe: „…jószívű és barátságos személy, jó feleség válhat belőle. Sok pénzt persze nem hoz, hazája be van kényszerítve a Rajnai Szövetségbe, de a hercegség kicsiny, a házasság nem okoz politikai problémát.”
1809 decemberében Lajos herceg látogatást tett Hildburghausenben. Ugyanezekben a napokban apja, I. Miksa király, második feleségével, Karolina királynéval együtt Párizsban járt, Napóleon császár meghívására. A trónörökös úgy hitte, a császár őt akarja összeházasítani egy egy francia hercegnővel, ezért sietett a leánynézéssel. A két hajadon nővér, Terézia és Luise közül az előbbit választotta. 1810 januárjában Miksa király megadta beleegyezését a házassághoz, annak ellenére (vagy éppen azért), mert Párizsban azt a hírt kapta, hogy Terézia hercegnőt maga Napóleon akarja feleségül venni. 1810. február 12-én a hildburghauseni kastélyban megtartották az eljegyzést (a bajor király és királyné még mindig Párizsban tartózkodott). Ezután kidolgozták a részletes házassági szerződést, különös tekintettel a két család eltérő vallásából adódó nehézségekre. Terézia semmiképpen sem akart áttérni, emiatt a megegyezés elhúzódott.
1810. június 23-án Hildburghausenbe érkezett a vőlegény megbízottja, Karl Ludwig von Keßling báró, Bajorország követe. A menyasszonyt fényes ünnepségeken búcsúztatták. Friedrich Rückert külön költeményt írt az alkalomra (An eine fürstliche Braut). 1810. október 6-án Terézia hercegnő szüleivel és húgával együtt Münchenbe utazott. Útjuk Bambergen és Regensburgon át vezetett, ünnepélyes fogadásokkal kísérve.
A menyasszony-búcsúztatás emlékére Hildburghausenben évente megrendezik a Terézia-ünnepet (Theresienfest).

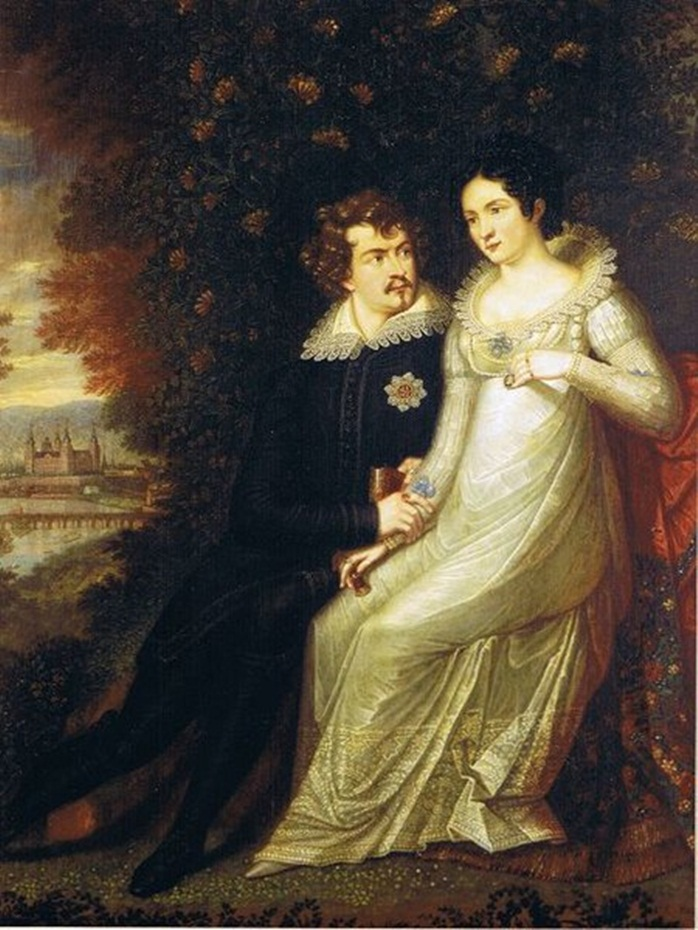
A koronahercegi házaspár az aschaffenburgi Johannisburg kastélyban (Franz Theodor Berg műve, 1818)

### Hercegi esküvő és Oktoberfest
1810. október 12-én, Miksa király névnapján, a müncheni Királyi Palota kápolnájában megtartották Terézia hercegnő és Lajos bajor koronaherceg esküvőjét. 1722 óta ez volt az első fejedelmi esküvő Münchenben. Az esküvő után az alig négy esztendeje fennálló Bajor Királyság nagyszabású, öt napon át tartó ünnepségsorozattal kápráztatta el vendégeit és a város lakosságát. A várost kivilágították, népünnepélyek, ingyenes operaelőadások, zenei koncertek, színházi előadások és bálok követték egymást. Október 17-én a müncheni Sendlinger kapu melletti síkon a bajor gárdaezred nagy lovasversenyt rendezett. A hercegi házaspár is megjelent az eseményen, Terézia erre az alkalomra egy bajor nemzeti színekből összeállított ruhát viselt. A koronahercegné tiszteletére a területet „Theresenwiese”-nek (Terézia-mezőnek) nevezték el. A rákövetkező évben az ünnepséget megismételték, így alakult ki az évente megrendezett Oktoberfest hagyománya Az esküvő költségei és a menyasszony hozománya túlterhelte a Szász-Hildburghauseni Hercegség költségvetését. Az esküvői számlát még a rákövetkező évben sem tudták teljesen kifizetni. Terézia apja, Friedrich herceg 1811. június 26-án azt írta, fejedelemségének jövedelméből nem fogja tudni kifizetni a menyegzőt.
Már az esküvőt követő napokban kitűnt Lajos herceg felületes érzelemvilága. A lovasversenyt követő bálról Terézia rosszullét miatt távozott, Lajos visszakísérte a palotába, majd ifjú felesége nélkül ismét visszatért az ünnepségre. Naplójában leplezetlenül leírta: „azért tettem így, nehogy feleségem azt higgye, nekem is távoznom kell csak azért, mert ő ezt teszi.” Húgának, Sarolta Augusztának, aki ekkor Vilmos württembergi trónörökös felesége volt, ezt írta: „…érzelmek nélkül házasodtam, jövőbeli előnyöket remélve.”

### Bajorország trónörökösnéje
Lajos koronaherceget a király kinevezte az Inn-körzet és a Salzach-körzet főkormányzójává. A házaspár Innsbruckban és a salzburgi Mirabell kastélyban lakott. (Tirol a pozsonyi békeszerződés értelmében 1805-től, Salzburg a schönbrunni békeszerződés értelmében 1810-től a Bajor Királysághoz tartozott.)  
Első gyermekét, Miksa herceg, a jövendő trónörököst Miksa király kifejezett kívánságára a székvárosban, Münchenben szülte meg. A második gyermek, Matilda Karolina Augsburgban, a harmadik, Ottó, Görögország későbbi király Salzburgban született meg. A Népek Csatájának első évfordulóján, 1814-ben Terézia a szegények javára adománygyűjtést szervezett, és megalapította a Salzburgi Nőegyletet.
A bécsi kongresszus döntése értelmében Ausztria 1816-ban visszakapta Salzburgot, a trónörököspár a würzburgi nagyhercegi rezidenciára költözött. (A Würzburgi Nagyhercegség 1814 óta tartozott a Bajor Királysághoz). Következő három gyermeke, Luitpold, Adelgunda és Hildegárd Lujza itt születtek. Rövid ideig az aschaffenburgi Johannisburg-kastélyban is éltek, itt született Alexandra Amália 1826-ban. Legfiatalabb gyermekét, Adalbert Vilmos herceget Terézia már királynéként, Münchenben szülte.
1815-ben férje, Lajos herceg apjával a bécsi kongresszusra utazott, az Ottóval várandós Teréziát Salzburgban hagyta. A léha trónörökösnek Bécsben semmi dolga, feladata nem volt, idejét különböző nőkkel töltötte, „virágról virágra” szállva. 1821-ben a trónörököspár az alsó-frankföldi Gaibachban részt vett az 1818-as bajor alkotmány emlékművének (Konstitutionssäule) avatásán. Az eseményt Peter von Hess, Terézia későbbi udvari festője meg is örökítette.

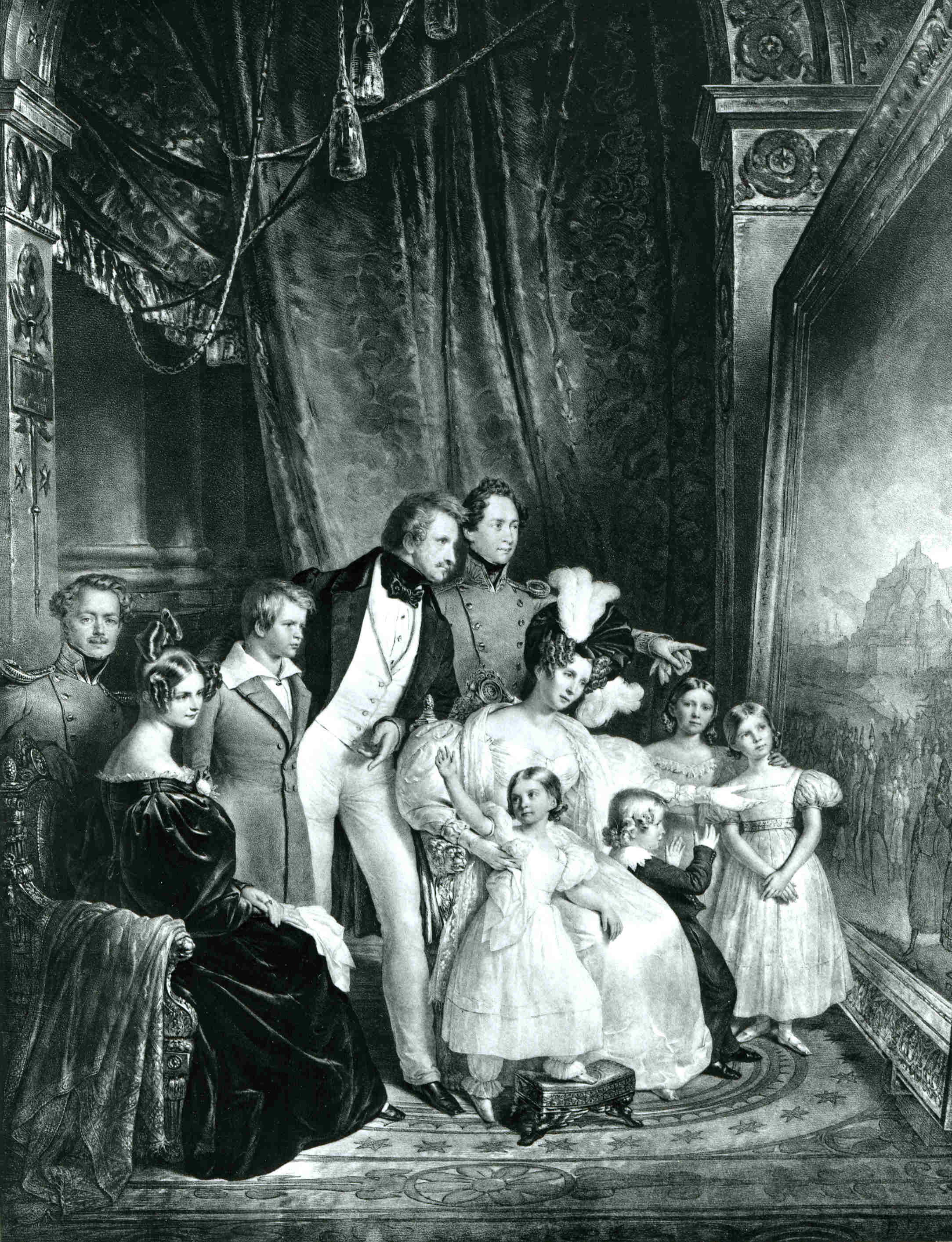
Terézia királyné családja körében (litográfia Gottlieb Bodmer nyomán)

### Gyermekei
Terézia Sarolta hercegnő és Lajos koronaherceg (majd király) házasságából 9 gyermek született:
- Miksa (1811–1864), 1848-tól II. Miksa néven Bajorország királya, aki 1842-ben Mária Friderika porosz királyi hercegnőt (1825–1889) vette feleségül.
- Matilda Karolina (1813–1862), aki 1833-ban III. Lajos hessen-darmstadt-rajnai nagyherceghez (1806–1877) ment feleségül.
- Ottó (1815–1867), 1833-tól I. Ottó néven Görögország királya, aki 1836-ban Amália oldenburgi hercegnőt (1818–1875) vette feleségül.
- Teodolinda Sarolta Lujza (1816–1817), kisgyermekként meghalt.
- Luitpold (1821–1912), 1886-tól Bajorország régense, aki 1844-ben Auguszta Ferdinanda osztrák főhercegnőt (1825–1864) vette feleségül.
- Adelgunda Auguszta királyi hercegnő (1823–1914), aki 1842-ben V. Ferenc modenai herceghez (Habsburg–Estei Ferenc osztrák főherceghez, 1819–1875) ment feleségül.
- Hildegárd Lujza királyi hercegnő (1825–1864), aki 1844-ben Albert Frigyes osztrák főherceg (1817–1895) felesége lett.
- Alexandra Amália királyi hercegnő (1826–1875), a müncheni és würzburgi királyi Szent Anna apácakolostorok főnökasszonya és apátnője, írónő.
- Adalbert Vilmos királyi herceg (1828–1875), aki 1856-ban Amália Filippa del Pilar spanyol infánsnőt (1834–1905) vette feleségül

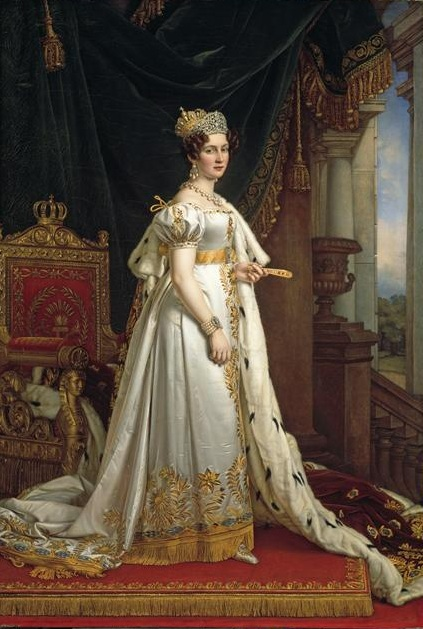
Terézia királyné koronázási díszruhában (Joseph Karl Stieler festménye, 1825

### Bajorország királynéja
I. Miksa király 1825. október 13-án elhunyt, trónját Lajos herceg örökölte, Terézia hercegné Bajorország királynéja lett. Lajos trónra lépésekor rendezték az utolsó királykoronázást Bajorországban. Joseph Karl Stieler megörökítette Teréziát koronázási díszruhában, fején a bajor királynék koronájával. A homlokán viselt , és egy diadém Nitot francia ékszerész műhelyéből származik, aki I. Napóleon francia császár koronáját és Jozefina francia császárné koronaékszereit is készítette.

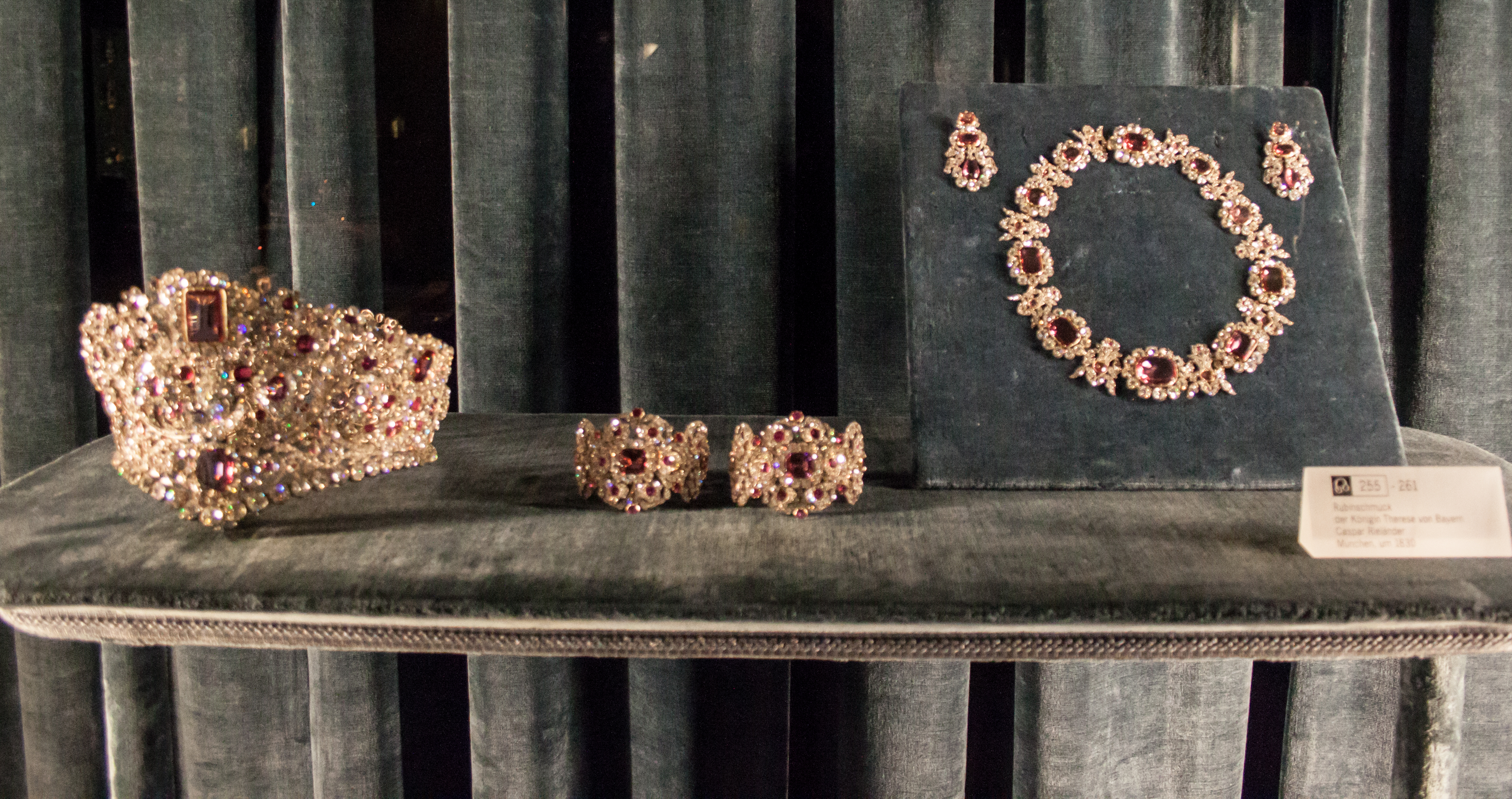
Terézia királynői rubinékszerei a Münchner Residenz kincstárában

1827-ben Terézia királyné megalapította a bajor Terézia-rendet (Theresienorden), amely a szegények gyámolítását tűzte ki célként. Számos más jótékonysági intézkedés is nevéhez fűződik, szegényeket, özvegyeket, árvákat segített, kórházakat támogatott.
Feljegyezték, hogy 1833 augusztusában Terézia és férje találkozott a rejtélyes sorsú Kaspar Hauserrel is. Lajos király egy későbbi naplóbejegyzése szerint Terézia hasonlóságot vélt felfedezni Hauser és Károly badeni nagyherceg és annak leánya, Mária Amália badeni hercegnő arcvonásai között. Néhány hónappal később Hauser meghalt (valószínűleg meggyilkolták), Münchenben ekkor újra erőre kaptak a badeni nagyhercegi származásáról keringő pletykák.
Férjének, I. Lajosnak számos nőügye volt, amit a megcsalt Terézia megadással viselt. Lola Montez táncosnővel folytatott hosszú viszonya a nép körében olyan mértékű elégedetlenséget keltett, hogy 1848. március 19-én lemondott fia, II. Miksa javára.
1850-ben, Lajos és Terézia esküvőjének és az első Oktoberfestnek 40. évfordulóján leleplezték a müncheni Theresienwiesén emelt Bavaria-szobrot. Az ünnepségen megjelenő, visszavonult királyi párt a nép üdvrivalgással fogadta. (Hat évvel korábban, még uralkodó párként, Lajos és Terézia részt vett a bronzszobor fejének öntése után tartott népünnepélyen is).

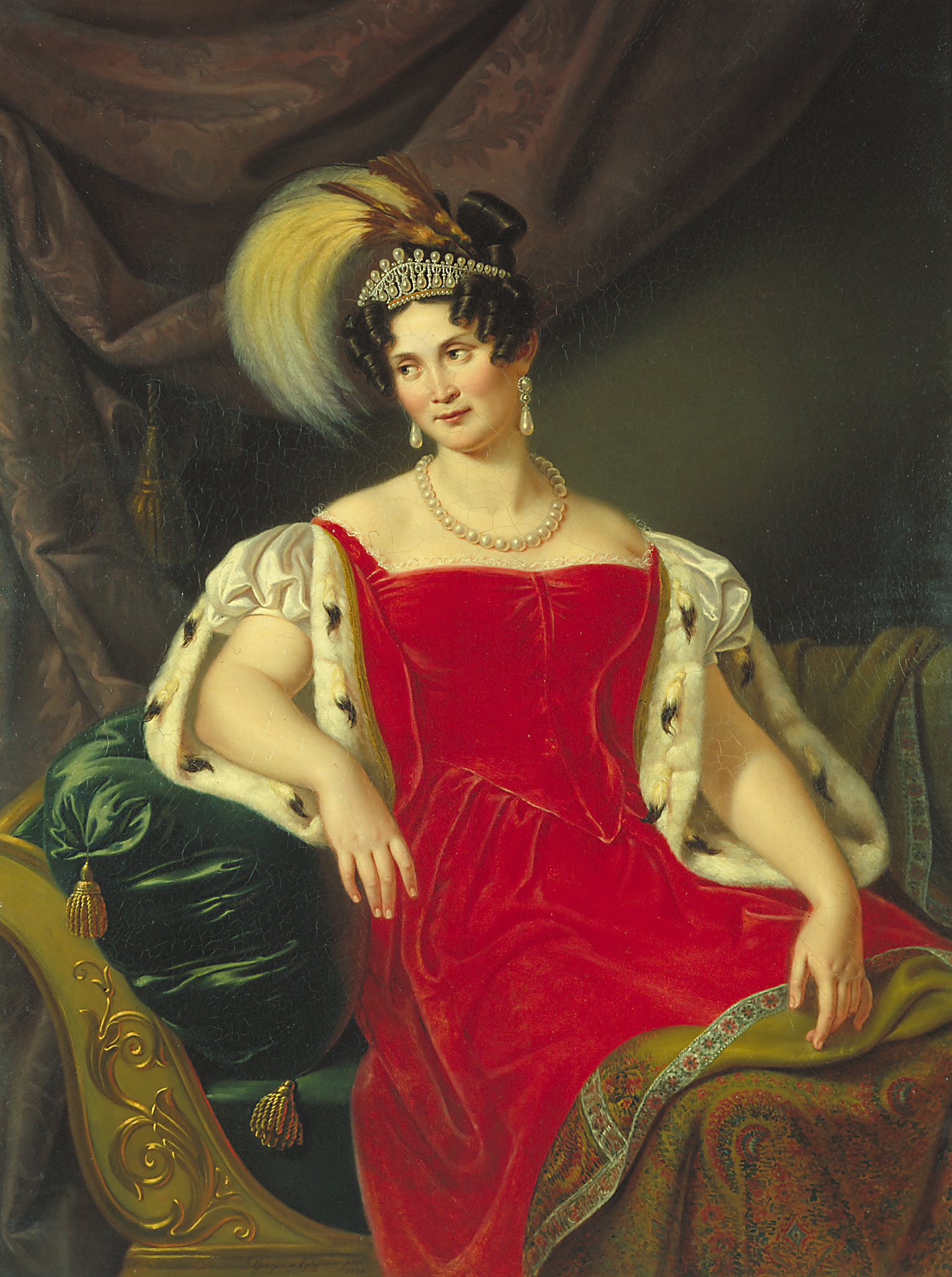
Terézia királyné (Julie von Egloffstein műve, 1836)

### Részvétele a politikában
Terézia élénk érdeklődést mutatott az államügyek iránt. Lajos értékelte feleségének politikai érzékét, és meghallgatta tanácsait.  A királyné úgy tartotta, hogy a királynak, alattvalói érdekében mindenről tudnia kell, ami az országban történik. Ha a király elutazott, Terézia leveleiben tudósította őt az udvarban és a székvárosban történt eseményekről. 1830 márciusában francia és bajor lapokban megjelent cikkeket gyűjtött össze, és felhívta a király figyelmét a közeledő júliusi forradalom előjeleire.

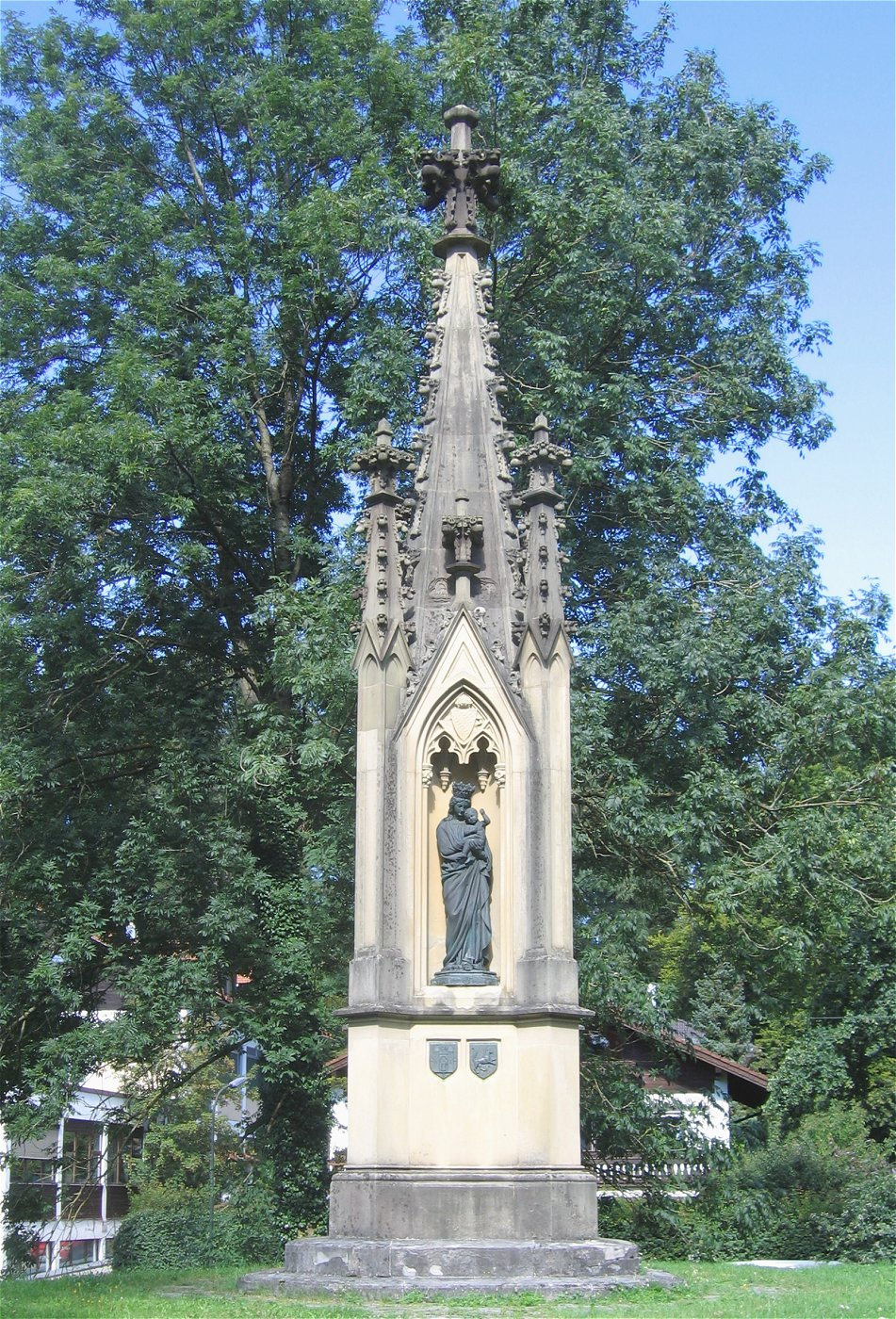
A Terézia-emlékmű Bad Aiblingban

1832-ben Terézia királyné legkedvesebb fiát, a 17 éves Ottó herceget Görögország királyává választották. Anyja részt vett fia leendő tanácsadóinak kiválasztásában. Május 7-én Lajos király Ottó nevében elfogadta a felajánlott koronát. December 6-án Ottó elutazott Görögországba. A család München határáig kísérte, innen már csak Terézia utazott fiával a Rosenheim melletti Bad Aiblingig. Ahol az anya elbúcsúzott fiától, ott később emlékművet állítottak (Theresienmonument). Ottóval együtt utazott Terézia öccse, Eduard herceg is, a királyt Görögországba kísérő 3500 főnyi bajor katonai kontingens parancsnokaként (később Nauplión kormányzója lett). Terézia később is levelezésben állt fiával, rendszeresen tájékoztatva őt szülőhazájának politikai eseményekről.
1838-ban nézeteltérés keletkezett I. Miklós orosz cárral, aki leányát, Olga Nyikolajevna nagyhercegnőt (1822–1892) Miksa trónörököshöz akarta feleségül adni. Lajos és fia Berlinben találkozott is Olgával, de Miksa nem érdeklődött a nagyhercegnő iránt. Terézia is elutasította a házasság tervét. A megsértett cár 1844-ben Bad Kissingenbe utazott gyógykezeltetni magát, de úgy kívánta, a bajor királyi udvar kímélje meg őt bármiféle üdvözléstől és jókívánságtól. Terézia legalább a maga részéről szeretett volna egy formális üdvözlő kártyát küldeni, de Friedrich August von Gise külügyminiszterrel és Karl von Abel belügyminiszterrel való egyeztetés után letett erről. A Wittelsbachok titkos családi levéltárában számos, még feldolgozásra váró levél található.

### Magánélete
Terézia haláláig hűséges és odaadó felesége maradt ellentmondásos természetű, csapodár férjének, aki a kortársak szerint „elbűvölő, temperamentumos és a nőkre erotikus vonzerőt gyakorló férfiú” volt. Lajos a nőügyei szinte nyilvánosan zajlottak, Terézia megadó türelmét mind az alattvalók, mind a külföldi fejedelmi udvarok értetlenül vagy csodálattal szemlélték. A királyné gyakran került férje miatt megalázó helyzetbe. 1831-ben Lajos meghívta olasz szeretőjét, a filozófus és író Marianna Florenzi márkinőt a bajor királyi udvarba. Tiltakozásul Terézia demonstratívan elhagyta Münchent, és Hildburghausenbe utazott. (Érdekes módon később kibékült Florenzivel.)
1835-ben Lajos király Görögországba utazott, hivatalosan azért, hogy meglátogassa fiát, Ottót. A királyné nem utazhatott vele, úgymond „egészségügyi problémák miatt”. Valójában Lajos Olaszországon keresztül utazott, hogy Perugiában időzhessen aktuális szeretőjével. Terézia sohasem látogathatta meg fiát Görögországban.
1836-ban Ottó király hazalátogatott szüleihez. Lajos Bad Brückenauban töltötte idejét. Anya és fia a csehországi Franzensbadba utazott, itt Terézia bemutatta Ottónak az evangélikus vallású Amália oldenburgi hercegnőt, I. Ágost oldenburgi herceg leányát, akit Ottó még abban az évben feleségül is vett.
Lajos nemcsak rendszeres hűtlenségével, hanem „szelektív” fukarságával is nehezítette Terézia életét. A király a nyilvánosság felé bőkezű mecénásként mutatkozott. Terézia viszont egyetlen ruhadarabot sem vásárolhatott magának Lajos előzetes engedélye nélkül. Gyógyfürdőre utazás feltételeként a király költségterv készítését követelte, a maradék pénz visszafizetésének kötelezettségével. Ha a királyné pénzt kért a családi kasszából, adóslevelet kellett aláírnia. Barátnőjének, Auguste Escherichnek írt levelében Terézia leírta, hogy havi pénzkerete csak a hónap első dekádjáig elegendő. Saját szeretőinek Lajos számolatlanul szórta a pénzt. 1846-ban viszonyt kezdett Lola Montez táncosnővel. 1847-ben Lola születésnapja alkalmából a király 40 000 gulden készpénzt ajándékozott neki, miközben feleségének, a királynénak évente csak 12 000 gulden költőpénzt engedélyezett.
Terézia mindaddig eltűrte Lajos „kis ügyeit”, a „spanyol nő” azonban olyan erős befolyása alá vonta a királyt, hogy Terézia látványosan kimutathatta vele szembeni ellenszenvét, és ebben a politikai vezetés is támogatta őt. Fogadásokon, színházban a királyné nyíltan elkülönült a királytól, megzavarva a diplomáciai formaságok rendjét. Visszautasította Lajos kívánságát, hogy Lolát tüntesse ki a Terézia-renddel. A király nyilvánosan kifejezte elégedetlenségét feleségének „hűvös és szótlan” viselkedéséért, a Lolát bíráló minisztereit pedig elbocsátotta. IV. Frigyes Vilmos porosz király és felesége, Erzsébet Ludovika királyné (Lajos féltestvére, Terézia sógornője) „visszataszítónak” minősítette Lajos viselkedését. Lemondták Bajorországba tervezett utazásukat, hogy elkerüljék a találkozást a királlyal. A bajor alattvalók Terézia oldalára álltak, a népszerűtlen Lola Montez ellenében.
A Lola Montez-ügy eszkalálódott. A „spanyol nő” rá tudta bírni a királyt, hogy zárassa be a müncheni egyetemet. 1848. február 11-én Lolát kiutasították Bajorországból. Ekkor Terézia ismét teljes lojalitást mutatott Lajos felé, és támogatta liberálisból ultramontánná vált férjét, de forradalom tört ki, és Lajos március 19-én lemondásra kényszerült.

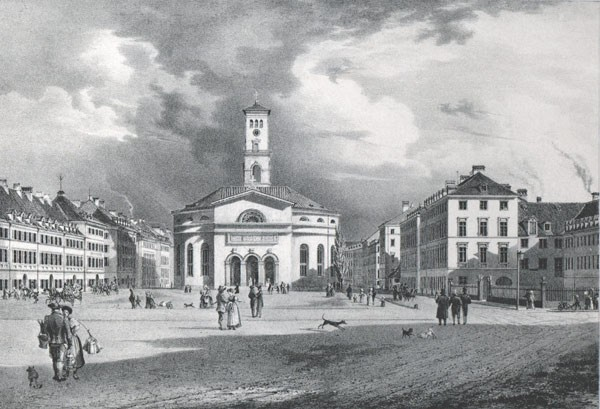
Az egykori evangélikus Szent Máté-templom (Matthäuskirche) Münchenben (1830-as rajz)

### Konfliktusok az egyházzal
Terézia hercegnő szilárdan evangélikus hitű családban nőtt fel. Vallásáról a katolikus bajor udvarban sem akart lemondani. Lajos és Terézia házassági szerződését Maximilian von Montgelas miniszter dolgozta ki. A kontraktus szerint Terézia szabadon gyakorolhatta evangélikus vallását, e jogát maga a király szavatolta. A királyné részére protestáns kápolnát létesítettek, egy prédikátori állással. Terézia jogot kapott, hogy kíséretébe protestáns személyeket vehessen fel. Bele kellett egyeznie azonban, hogy a házasságból születendő minden gyermekét katolikus hitben neveljék.
Lajos alapvetően tiszteletben tartotta Terézia vallását. Néhány alkalommal megpróbálta áttérésre bírni, így például 1821 nyarán, amikor a koronahercegné súlyosan megbetegedett, élete is veszélyben forgott. Lajos a beteg ágyához hívatta a csodadoktor hírében álló Alexander zu Hohenlohe-Waldenburg-Schillingsfürst bambergi káplánt (1794–1849), hogy imádkozzék gyógyulásért. Terézia felgyógyulását Lajos a katolikus pap közreműködésének tulajdonította, és erre alapozva megkísérelte, hogy rábeszélje feleségét az áttérésre, de nem járt sikerrel.
Amíg Karolina anyakirályné élt, szoros baráti viszonyban állt Terézia királynéval. Sűrűn leveleztek, látogatták egymást, együtt jártak templomba. Részben az ő támogatásuknak köszönhető, hogy 1827–1833 között megépülhetett München első evangélikus plébániatemploma, a Szent Máté-templom (Matthäuskirche). A templom megépülése miatt VII. Piusz pápa megtiltotta, hogy Terézia királynét Scheyern kolostorában temessék el, ahogy életében meghagyta.

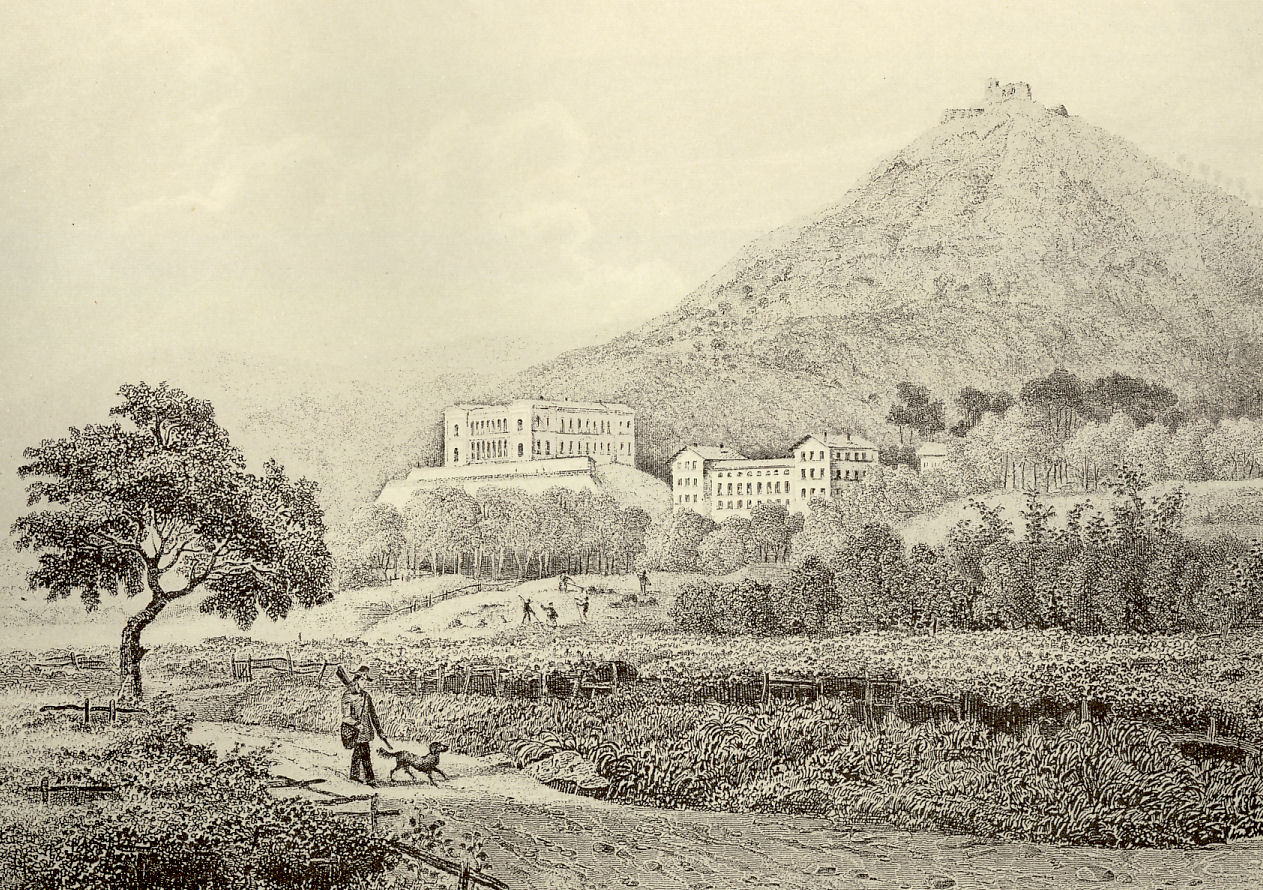
Villa Ludwigshöhe-kastély, Edenkoben, Rajna–Pfalz

Terézia királyné nehéz helyzetben volt. Lajos király uralkodása alatt Bajorországban felerősödött a konzervatív ultramontanizmus, amely a katolikus klérus vezetésével harcot hirdetett a liberalizmus minden formája ellen. A katolikus konzervatívok, akiket maga a király is támogatott, a protestantizmust is háttérbe kívánták szorítani. Annak ellenére, hogy az ország két első királynéja evangélikus vallású volt, Bajorországban elnyomták a protestánsokat. Lajos király csak akkor változtatott hozzáállásán, amikor mostohaanyjának, Karolina királynénak temetése (1841) megalázóan méltatlan körülmények között zajlott. (Lothar Anselm von Gebsattel érsek utasítására a temetés gyertyák és gyászzene nélkül zajlott, a katolikus székeskáptalan tagjai világi öltözetben jelentek meg, az evangélikus papokat kizárták a szertartásról. A közfelháborodást látva Lajos feladta merev elutasító álláspontját, és személyesen tett lépéseket a bajorországi protestánsok védelmében).
1852-ben a pfalzi Edenkoben község mellett megépült a király új nyári rezidenciája, a Villa Ludwigshöhe. Amikor a királyi pár itt nyaralt, Lajos az edenkobeni katolikus templomba, Terézia a közeli Rhodt unter Rietburg község Szent György evangélikus templomába járt. A királyné egykori, monogramos karosszékét ma is itt őrzik, 2003-ban adománygyűjtésből restaurálták. A templomhoz vezető utcát Terézia királynéról nevezték el (Theresienstraße).

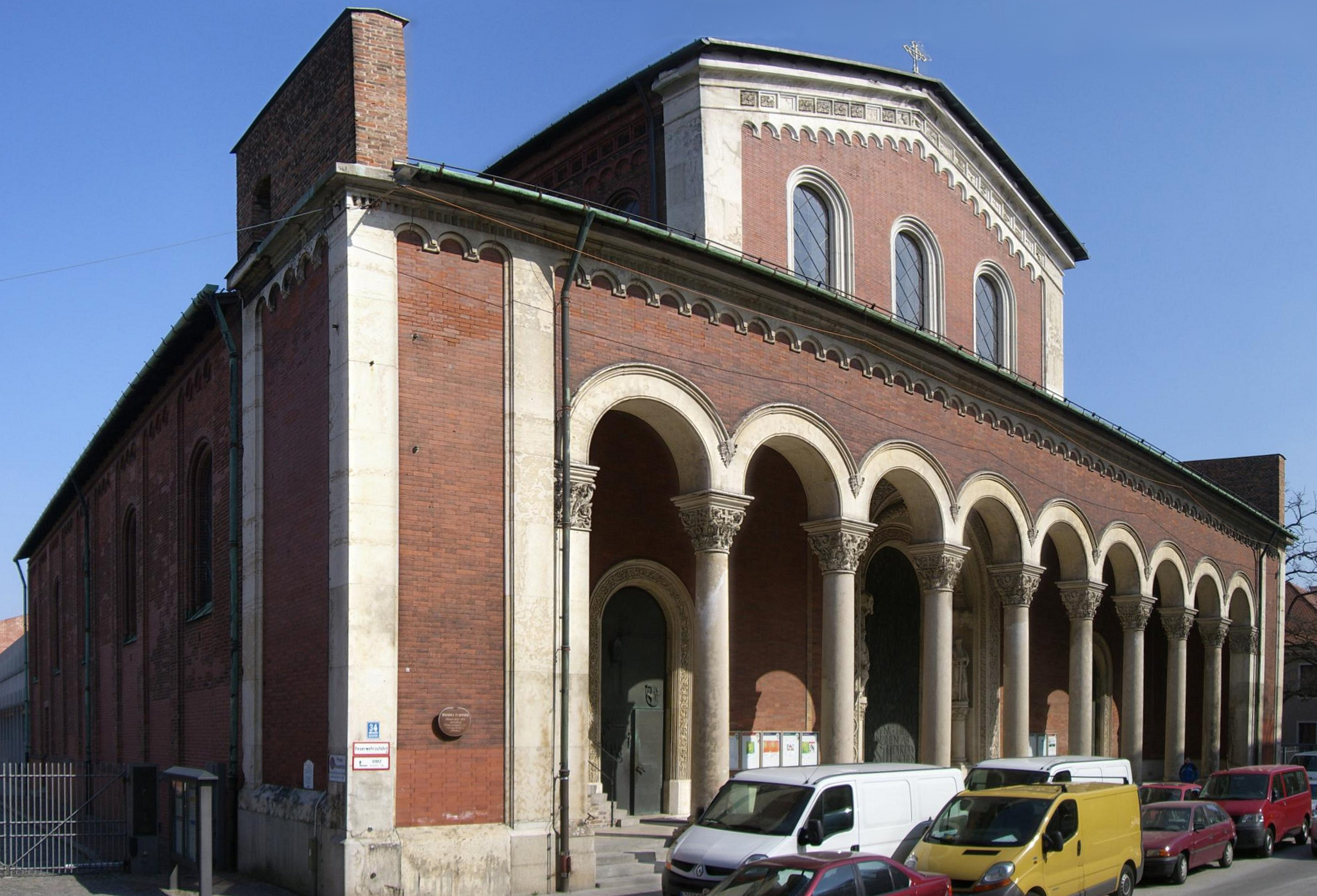
Szent Bonifác-apátság, München

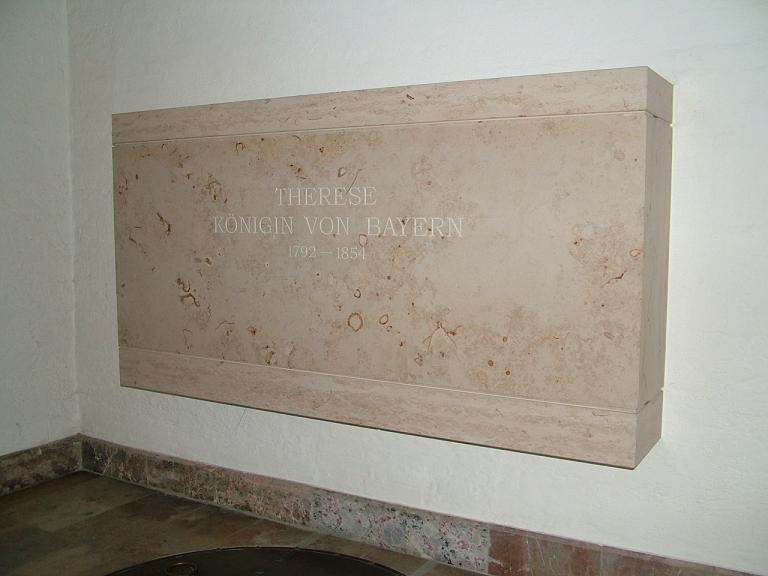
Sírhelye a Szent Bonifác-apátságban

### Halála, temetései
1854-ben kolerajárvány tombolt Bajorországban, amely 9000 áldozatot követelt. A járvány csillapultával Münchenben nagy hálaadó istentiszteletet tartottak, amelyen a királyi család is részt vett. Ezután Terézia (volt) királyné is megbetegedett kolerában, és rövid szenvedés után, 1854. október 26-án meghalt. Lajos a fiához, Ottóhoz írt levelében nagy szeretettel emlékezett meg 44 évnyi házasság után hirtelen elveszített feleségéről. Az elhunyt királyné végrendeletében ugyanilyen őszinte szeretettel írt férjéről, akit minden csapodársága mellett is szerető férjnek és gondos családapának tartott. Halálának első évfordulóján Lajos szonettet írt emlékére (An meine verklärte Therese). Menyének, Amália görög királynénak így írt: „Szüleimet, testvéreimet, trónomat veszítettem, de mindez semmiség életem társának elvesztéséhez képest.”
Terézia anyakirálynét először a müncheni müncheni Theatinusok templomában, a Wittelsbachok kriptájában temették el. A katolikus klérus ugyanolyan elutasítóan viselkedett, mint Karolina királyné temetésekor. Karl August von Reisach münchen–freisingi érsek megtagadta a gyászszertartást. Az özvegy Lajos exkirály nem vett részt evangélikus feleségének temetésén, nem kívánt ismét szembesülni azzal a felháborodással, amit a megalázó eljárás kiváltott. A Rajnai Szövetség hercegei közül egyedül Terézia unokaöccse, Ernő szász-altenburgi herceg jelent meg a temetésen.
1857-ben Terézia egyszerű érckoporsóját a benedek-rendi Szent Bonifác-apátságba helyezték át, amelyet Lajos még életében saját királyi nyughelyének jelölt ki. (Az apátság alapkövét 1835-ben, Lajos és Terézia ezüstlakodalmának évében helyezték el, és 1850-ben szentelték fel). A korabeli szokások szerint az elhunyt királyné szívét az Altöttingi kegykápolnában kellett volna lehelyezni, de ez elmaradt, a szívurna is az apátságba került. 1868-ban ide hozták Terézia férjét, a Nizzában elhunyt I. Lajos királyt is.
2002-ben Terézia királynét „rehabilitálták”. Férjéhez hasonló márvány szarkofágba helyezték át, sírhelyét Johannes Friedrich evangélikus tartományi püspök és Odilo Lechner apát újra felszentelték. A szertartáson a Wittelsbach-család tagjai is részt vettek, köztük Franz von Bayern herceg, Bajorország trónjának címzetes örököse.

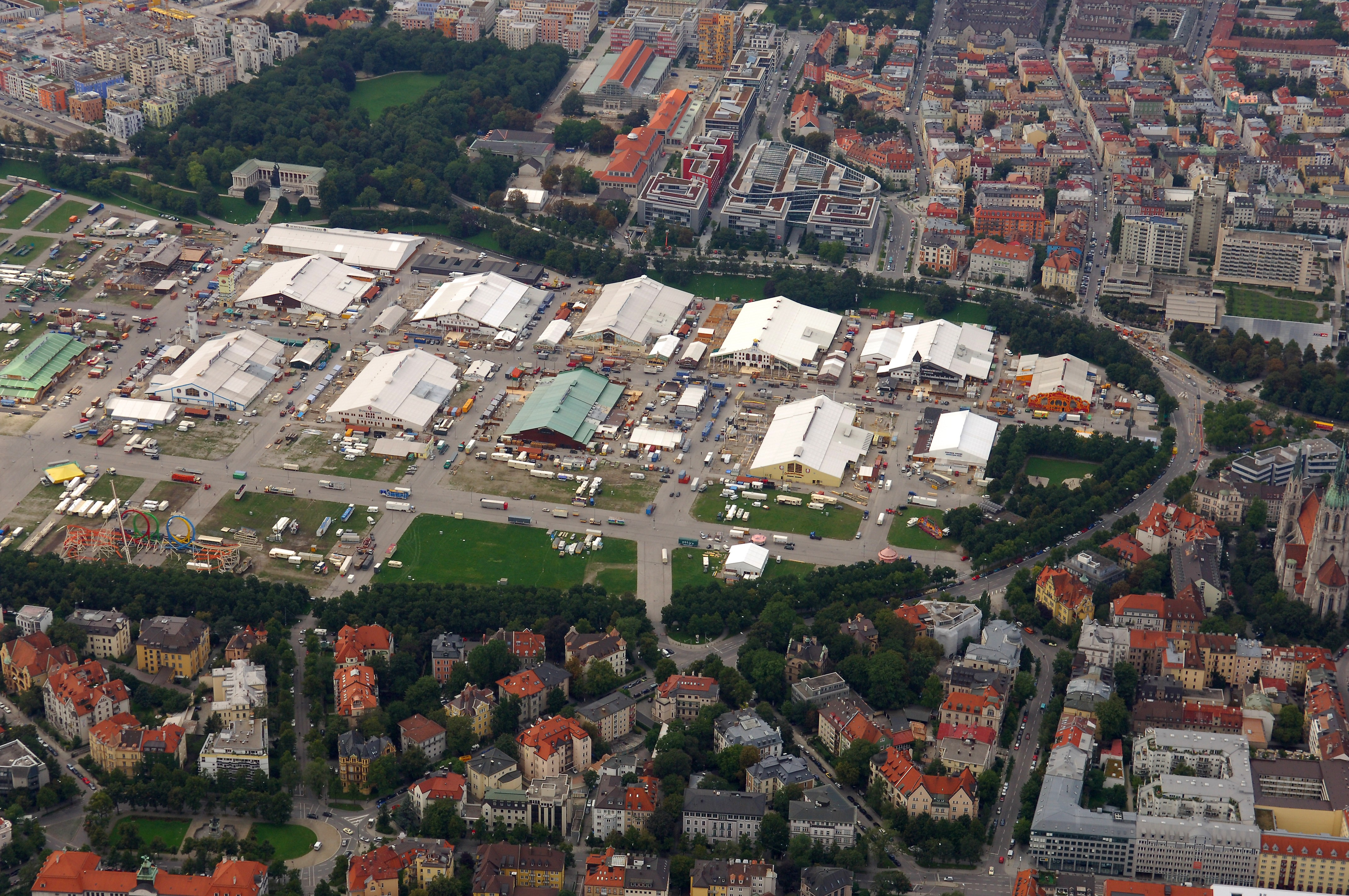
A müncheni Theresienwiese, 2006

## Emlékezete
Terézia királyné nevét Bajorország-szerte számos utca, híd, épület és intézmény viseli. Legismertebb a müncheni Theresienwiese, az Oktoberfest színhelye. Szülőhelyén, Hildburghausenben is évente megrendezik a Theresienfest népünnepélyt. A királynéhoz számos verset, költeményt írtak, többek között Friedrich Rückert költő, és maga Lajos király is. Nagyszámú portrét festettek róla a kor elismert művészei, köztük Peter von Hess (az udvari festő), Joseph Karl Stieler és  Julie von Egloffstein grófnő. A Stieler által készített arckép másolatait (metszetben, litográfiában) széles körben terjesztették.
2006-ban a Bajor Tartományi Rádió- és Televízió (Bayerischer Rundfunk) egy, a Bajor Királyságról szóló filmsorozat keretében Königin Therese címmel filmet készített Terézia királyné életéről (rendezte Anita Eichholz).

## Külső hivatkozások
- A müncheni Terézia gimnázium honlapja
- Terézia királyné szócikke, Bertelsmann-Lexikon, Spiegel-Wissen[halott link]